# Trachycephalus mesophaeus
Trachycephalus mesophaeus é uma espécie de anfíbio da família Hylidae. Endêmica do Brasil, onde ser encontrada nos estados de Pernambuco, Alagoas, Sergipe, Bahia, Espírito Santo, Rio de Janeiro, Minas Gerais, São Paulo, Paraná, Santa Catarina e Rio Grande do Sul.